# Chaïdári
Chaïdári (en grec moderne : Χαϊδάρι, grec ancien : Χαϊδάριον) est une ville et un dème de la banlieue d'Athènes en Grèce.

## Géographie
Située à 7 km à l'ouest du centre d'Athènes, la ville offre un panorama sur Athènes et son acropole.
Les collines rocheuses d'Aigaleo traversent la partie centrale de la commune.
La pinède de Daphní et le Monastère de Daphní se trouvent sur le versant oriental d'Aigaleo.
La partie la plus occidentale de Haidari est la petite ville portuaire industrielle de Skaramangás, sur la rive du golfe Saronique, près d'Eleusis.
La ville possède de nombreux espaces verts.

### Emplacement
|         | Aspropyrgos                                 | Petroupoli |
| Éleusis | Chaïdári                                    | Peristeri  |
| Perama  | Keratsini, Nikaia, Korydallos, Agia Varvara | Aigaleo    |

## Population
| 1920 | 1928 | 1940  | 1951   |
| ---- | ---- | ----- | ------ |
| 551  | 848  | 5 868 | 13 773 |

| 1961   | 1971   | 1981   | 1991   |
| ------ | ------ | ------ | ------ |
| 24 002 | 38 121 | 47 396 | 46 299 |

| 2001   | 2011   | - | - |
| ------ | ------ | - | - |
| 47 526 | 45 642 | - | - |

## Sites remarquables

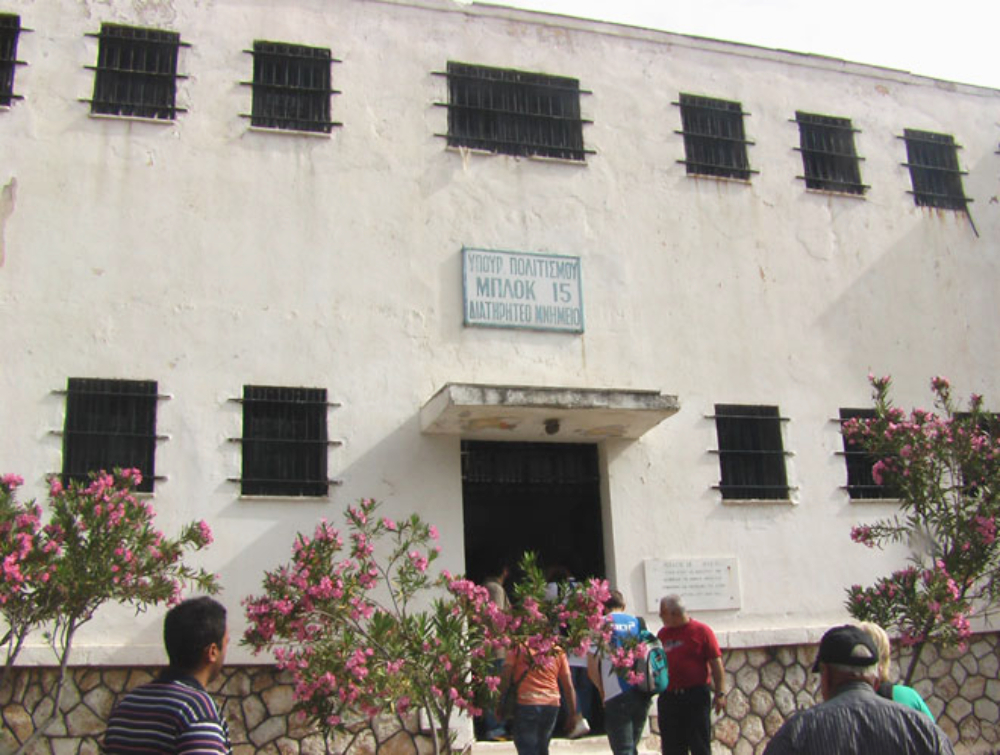
Entrée du Camp de concentration de Chaïdári.

- Monastère de Daphni
- Tour Palatáki (el)
- Jardin botanique Diomídis (el)
- Camp de concentration de Chaïdári de la Seconde Guerre Mondiale

## Transports
Les routes principales de Chaïdári sont la route nationale EO8 (Athènes–Corinthe–Aigion–Patras) et la  voie sacrée.

## Maires
- Dimítris Giachnís (el) (1974–1978)
- Dimítris Skabás (1979–1982)
- Kyriákos Diniakós (1983–1994)
- Kóstas Spiliópoulos (1995–1998)
- Kyriákos Diniakós (1999–2006)
- Dimítris Maravélias (2007–2014)
- Michális Selékos (2014-2019)
- Evángelos Diniakós (2019–)

## Jumelages
- Charte de coopération signée le 13 janvier 2001 avec la ville française de Villeneuve-d'Ascq.

## Galerie

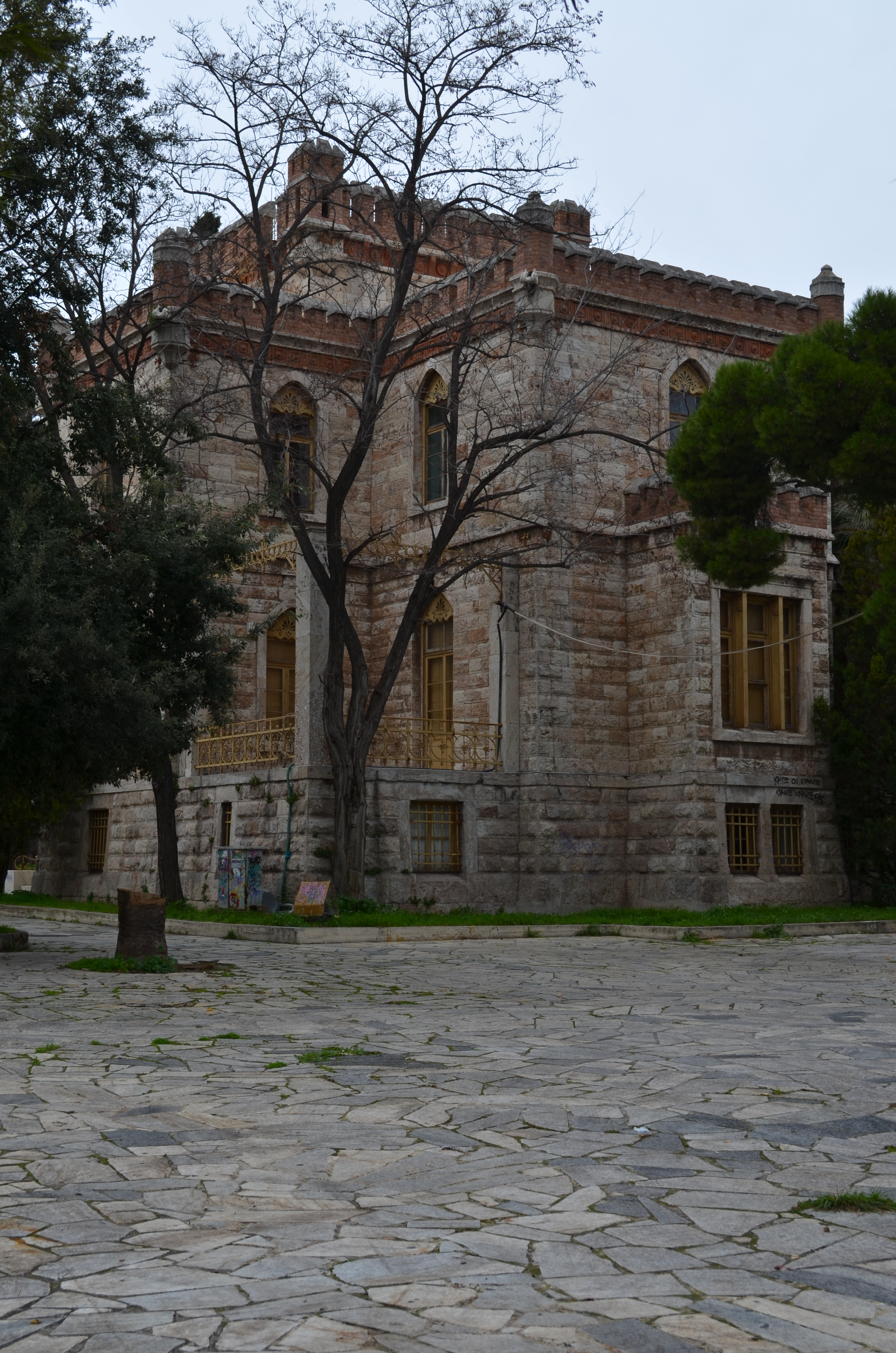
Vue de la tour Palataki à Chaïdári.
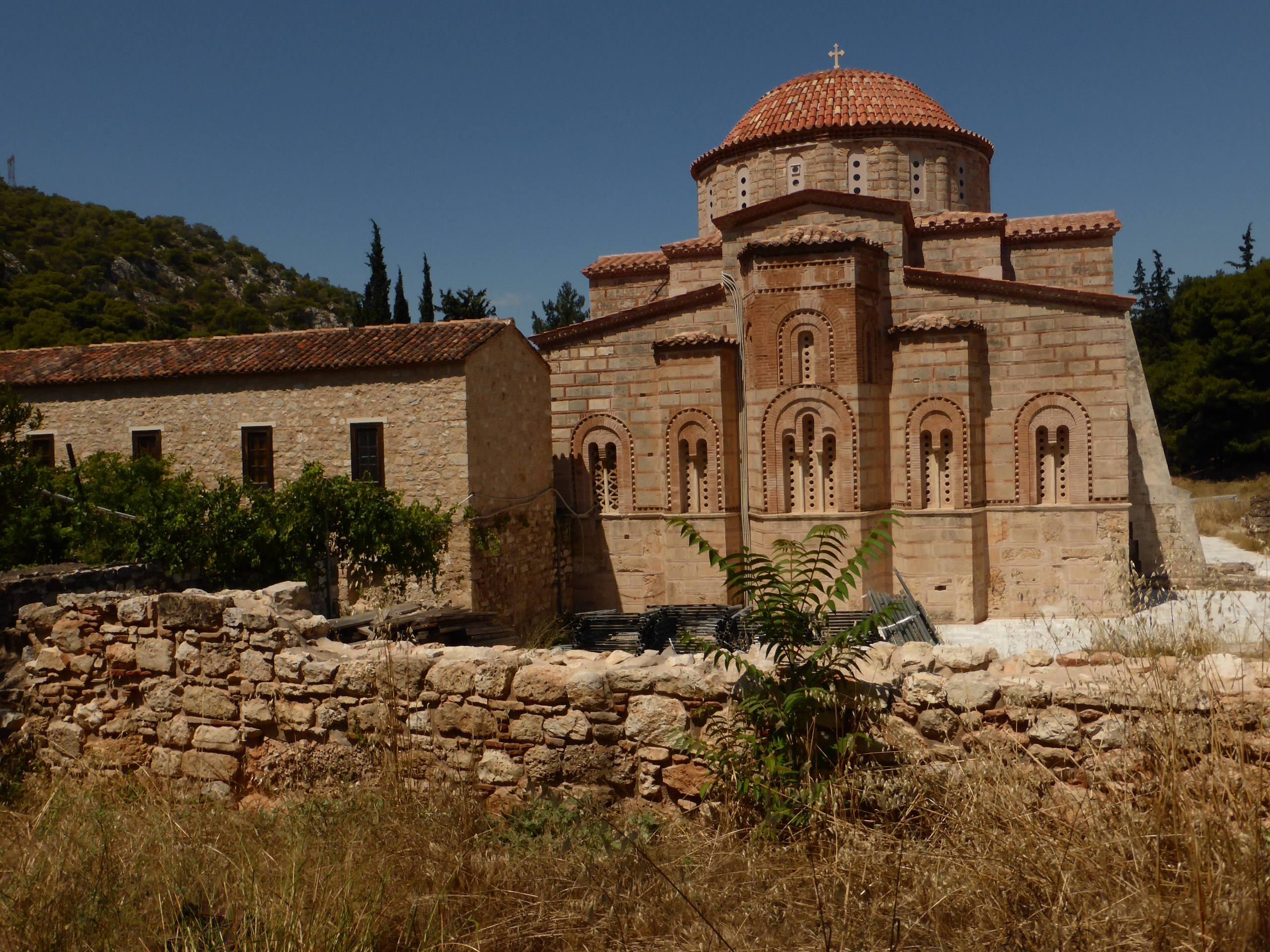
Monastère de Daphni.
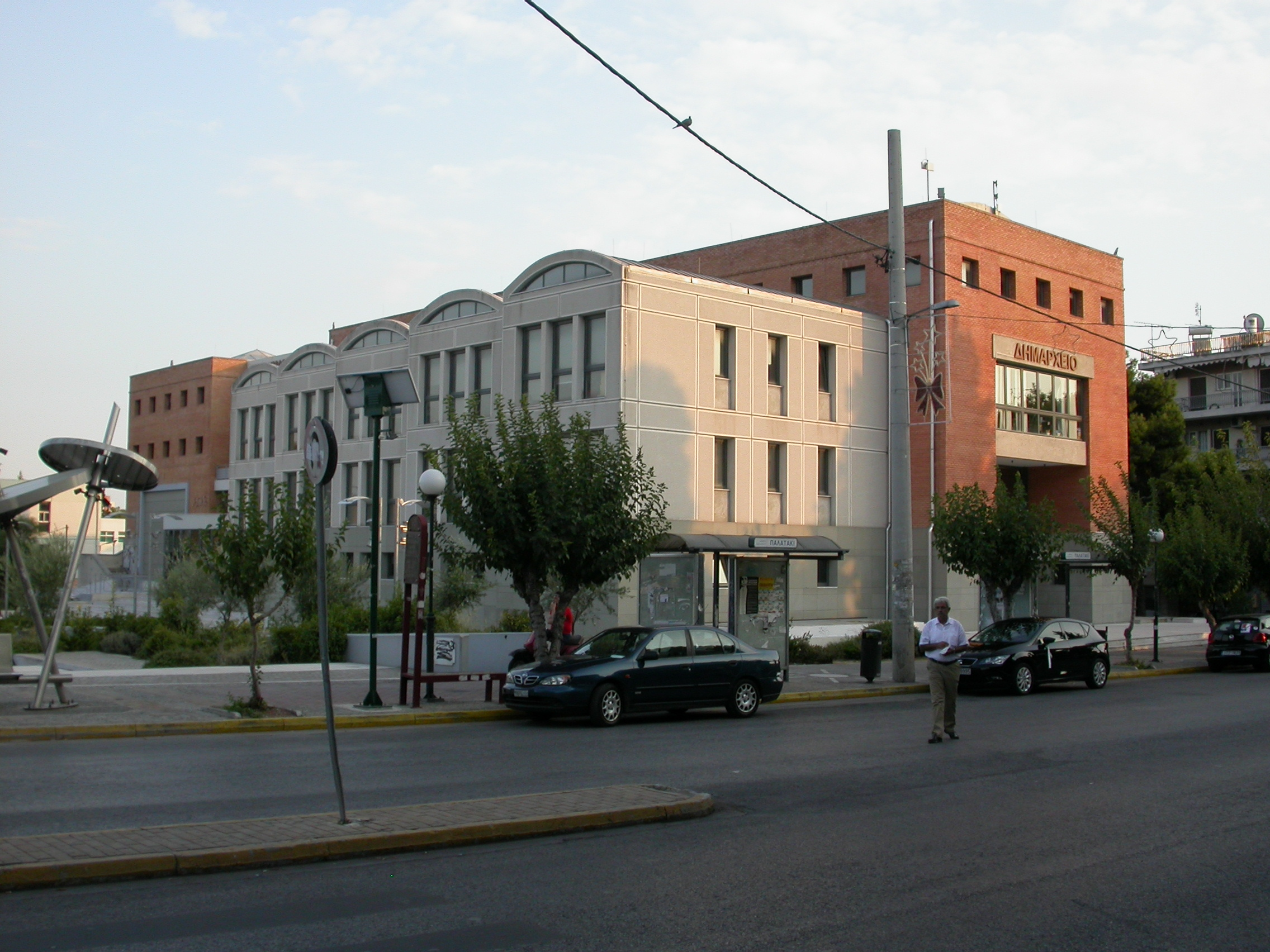
Hôtel de ville de Chaïdári.
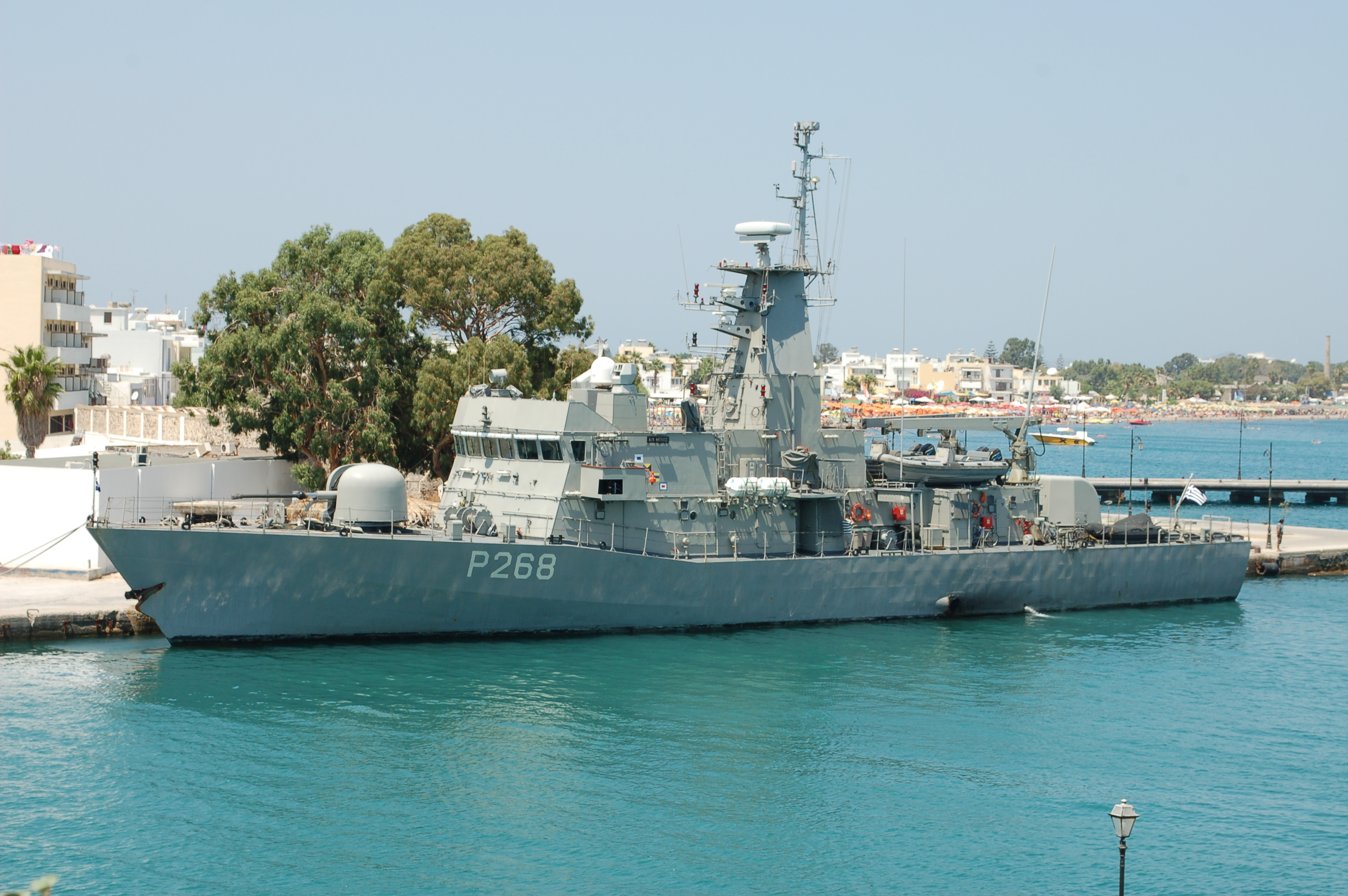
Navire à quai.